# بروتوكول دمشق

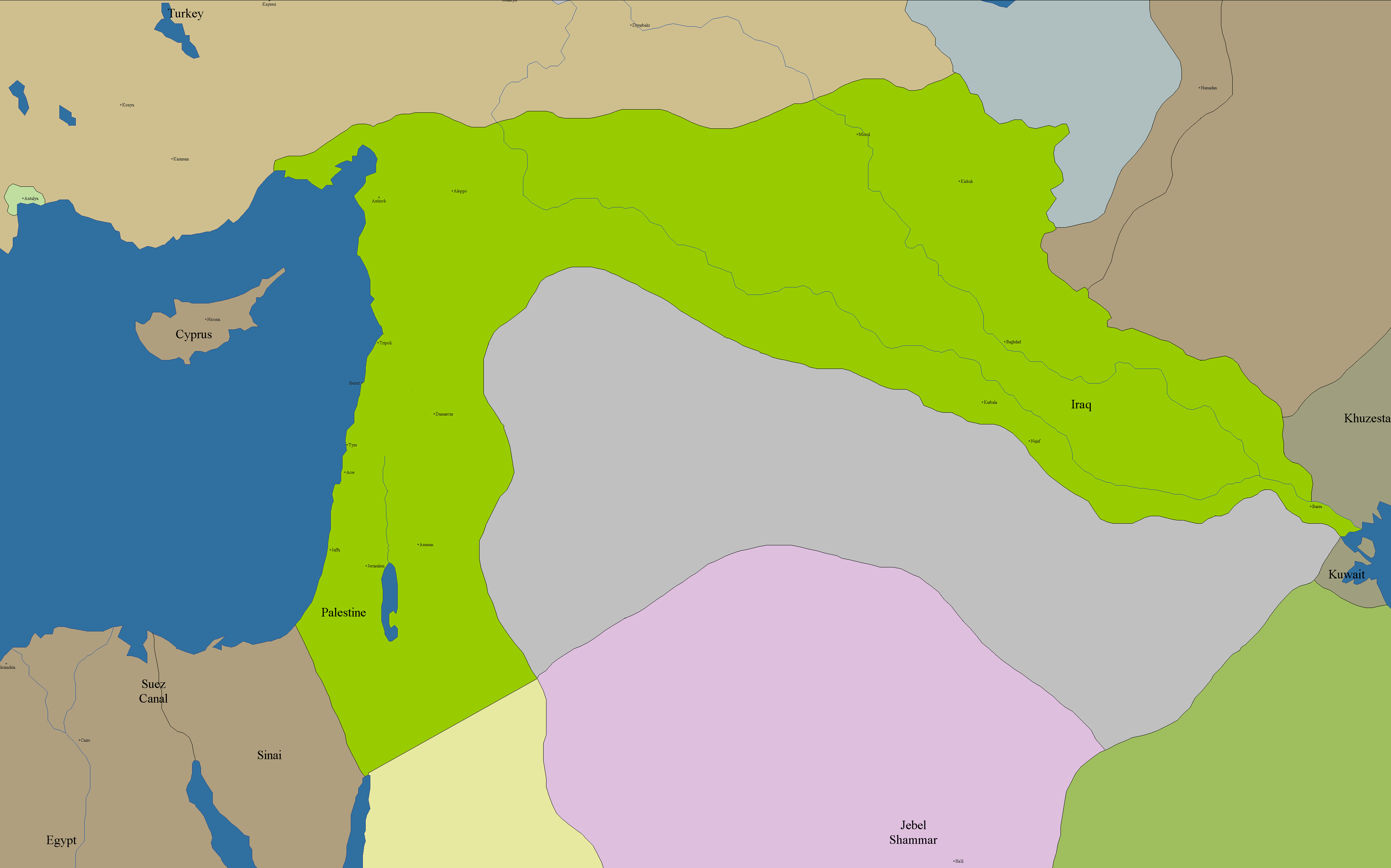

بروتوكول دمشق، هي وثيقة أعطاها الملك فيصل بن الحسين بواسطة زعماء الجماعتين العربيتين (العربية الفتاة، العهد) في زيارته الثانية إلى دمشق خلال مهمته للتشاور مع المسؤولين الأتراك في إسطنبول عام 1914. وتتضمن خريطة للحدود العربية التي تم الاتفاق عليها للمطالبة بالاستقلال عند التفاوض مع الإنجليز.

## خلفية تاريخية

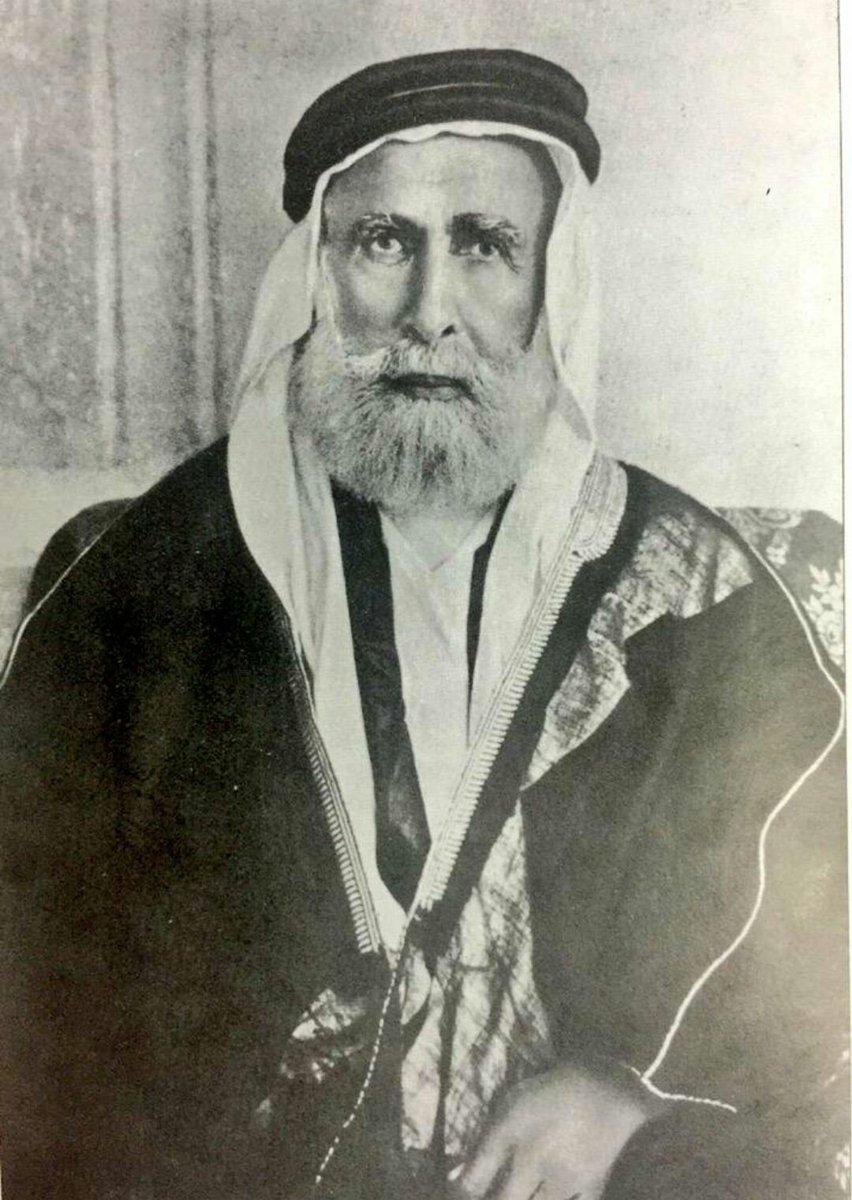
الشريف الحسين بن علي

أرسل الشريف حسين ابنه الملك فيصل بن الحسين إلى دمشق سنة 1914 ليتصل بزعماء الحركة القومية العربية ليعرض عليهم الموقف واتصالاته بالإنجليز، واتفقت كلمة جميع من اتصل بهم فيصل على قبول عروض الإنجليز، وانعقد رأيهم على زعامة الشريف حسين للثورة، وأعطى زعماء جمعيتي العربية الفتاة، والعهد فيصل بن الحسين خريطة تعيّن حدود الدولة العربية، وطالبوه أن يسعى الشريف حسين على أساسها لنيل الاستقلال، كذلك وضعوا مخططًا للمطالب التي يريدون الشريف حسين أن يتفاوض على أساسها مع الإنجليز.

## مراسلات الحسين مع مكماهون

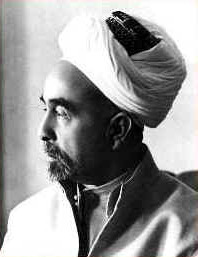
عبدالله بن الحسين ملك الأردن (1949 - 1951) ولد في مكة - الخلافة العثمانية

لم تمض أسابيع قليلة على عودة فيصل إلى أبيه في مكة ومعه ميثاق دمشق، حتى بدأت المراسلات بين الشريف حسين، والسير آرثر هنري مكماهون المندوب السامي البريطاني، وقد بدأت في (29 شعبان 1333هـ/14 يوليو 1915 م) حتى (5 جمادى الأولى 1335هـ/10 مارس 1916 م) وبلغ مجموع الرسائل المتبادلة فيها عشر رسائل، وكان هدف الإنجليز منها إشعال الثورة ضد الأتراك.
حملت الرسالة الأولى التي بعثها حسين إلى مكماهون مقترحات محددة بشأن حدود الدولة العربية التي طالب باستقلالها، وأن توافق بريطانيا على إعلان خليفة عربي للمسلمين، وألمح الشريف حسين أن هذه المطالب نهائية للبلاد العربية، ولا يقبل العرب المساومة عليها، وفي (19 شوال 1333هـ/30 أغسطس 1915 م) بعث مكماهون برده على رسالة الشريف، وموافقة بريطانيا على أن يكون الخليفة عربيًا عندما تُعلن الخلافة، إلا أنه حاول إقناع الحسين بإرجاء الكلام في مسألة الحدود المقترحة؛ بحجة أن الموضوع سابق لأوانه.
تركت هذه الرسالة أثرًا سيئًا في نفس الشريف حسين، فكتب إلى مكماهون رسالة يعرب فيها عن دهشته لتهربه من مسألة الحدود وهي مسألة جوهرية، وأوضح أن المفاوضات مع مكماهون تتوقف على أمر واحد وهو الحدود المقترحة، وأوضح له أن مراوغة بريطانيا تكمن في حرصها على عدم إزعاج فرنسا بسبب أطماع الأخيرة في بلاد الشام، فأجابه مكماهون برسالة في (15 ذي الحجة 1333هـ/24 أكتوبر 1915م) بتعهدات قوية في قيام الدولة العربية وحمايتها، وهي التعهدات التي دخل على أساسها الشريف حسين الحرب إلى جانب بريطانيا، واستند العرب عليها بعد ذلك في مهاجمة بريطانيا واتهامها بنكث عهودها ووعودها التي قطعتها على نفسها، واستثنت بريطانيا من هذه التعهدات بعض الأجزاء من آسيا الصغرى وسوريا، ووجد الشريف حسين في ذلك أساسًا ملائمًا للمفاوضات من أجل تقريب وجهتي النظر العربية والبريطانية والوصول إلى اتفاق نهائي لإعلان الثورة.
وفي (24 ذي الحجة 1333هـ/15 نوفمبر 1915 م) رد الحسين على مكماهون برسالة جاء فيها: «رغبة في تسهيل الاتفاق وخدمة الإسلام واجتناب كل ما من شأنه تعكير صفو المسلمين، واعتمادًا على نيات بريطانيا العظمى ومواقفها الحميدة فإننا نتنازل عن إصرارنا على ضم مرسين وأطنة إلى المملكة» إلا أنه تمسك بولايتي: حلب وبيروت، غير أن مكماهون بعث إليه برسالة أصر فيها على استثناء حلب وبيروت من الدولة العربية، وحث الشريف على بذل الجهود لإعلان الثورة، فعاد الشريف حسين إلى إرسال مكاتبة أخرى إلى مكماهون يبلغه فيها استعداده للتنازل عن منطقة غرب دمشق، حلب، حمص، على أن يكون من حق العرب المطالبة بها بعد انتهاء الحرب؛ تجنبًا لإلحاق الضرر ببريطانيا وحليفاتها.
وفي (5 جمادى الأولى 1335هـ/10 مارس 1916 م) بعث مكماهون برسالة إلى حسين بموافقة بريطانيا على جميع مطالبه. وهكذا انتهت المفاوضات بين حسين ومكماهون على موافقة حسين على استبعاد محمية عدن ومرسين وجنوب العراق وحمص، على أن يكون من حقه المطالبة بها بعد انتهاء الحرب.

## نص البروتوكول
ينص بروتوكول دمشق على التالي:
- أن تعترف بريطانيا باستقلال البلاد العربية الواقعة ضمن الحدود التي تبدأ شمالاً: بخط مرسين- أضنة، ممتدًا على أورفة وماردين وجزيرة ابن عمر فحدود فارس، وشرقًا: حدود إيران حتى الخليج، وجنوبًا: المحيط الهندي (ما عدا عدن)، وغربًا: البحر الأحمر والأبيض حتى مرسين.
- إلغاء الامتيازات الأجنبية.
- عقد تحالف دفاعي بين بريطانيا والدولة العربية المستقلة.
- منح بريطانيا الأفضلية في الشؤون الاقتصادية.